# Proroglutea piligera
Proroglutea piligera là một loài ruồi trong họ Tachinidae.